# نرمين حجيأحمدوفيتش
نرمين حجيأحمدوفيتش (مواليد 15 أكتوبر 1953) مدرب كرة قدم بوسني سابق. قاد سيليك زينيتسا لأول لقب في الدوري البوسني في عام 1996.